# 瑟克塞申崖
71°11′S 68°16′W / 71.183°S 68.267°W
瑟克塞申崖（英語：Succession Cliffs）是南極洲的懸崖，位於亞歷山大一世島東岸，全長2.8公里，最終在冥王星冰川入口以南注入喬治六世海峽，在1935年11月23日由美國探險家發現。